# Oldorf (Wangerland)
Oldorf ist ein Ortsteil der Gemeinde Wangerland im Landkreis Friesland im Norden von Niedersachsen.

## Geografie
Das Dorf Oldorf liegt im Jeverland. Die Nordseeküste ist zehn Kilometer in nördlicher Richtung entfernt. Die Jade mit Zugang zur Nordsee fließt zehn Kilometer entfernt östlich. Der Ort liegt 16 Kilometer nordwestlich von Wilhelmshaven, vier Kilometer westlich der Straße, die von Wilhelmshaven über Hooksiel nach Horumersiel und Schillig führt. Oldorf liegt an der K 87 von Jever nach Hohenkirchen.

## Geschichte
Oldorf war früher eine selbständige Gemeinde, und zwar von 1814 bis 1858 innerhalb des Amts Minsen, Großherzogtum Oldenburg, und von 1858 bis 1933 innerhalb des Amts Jever.

## Sehenswürdigkeiten

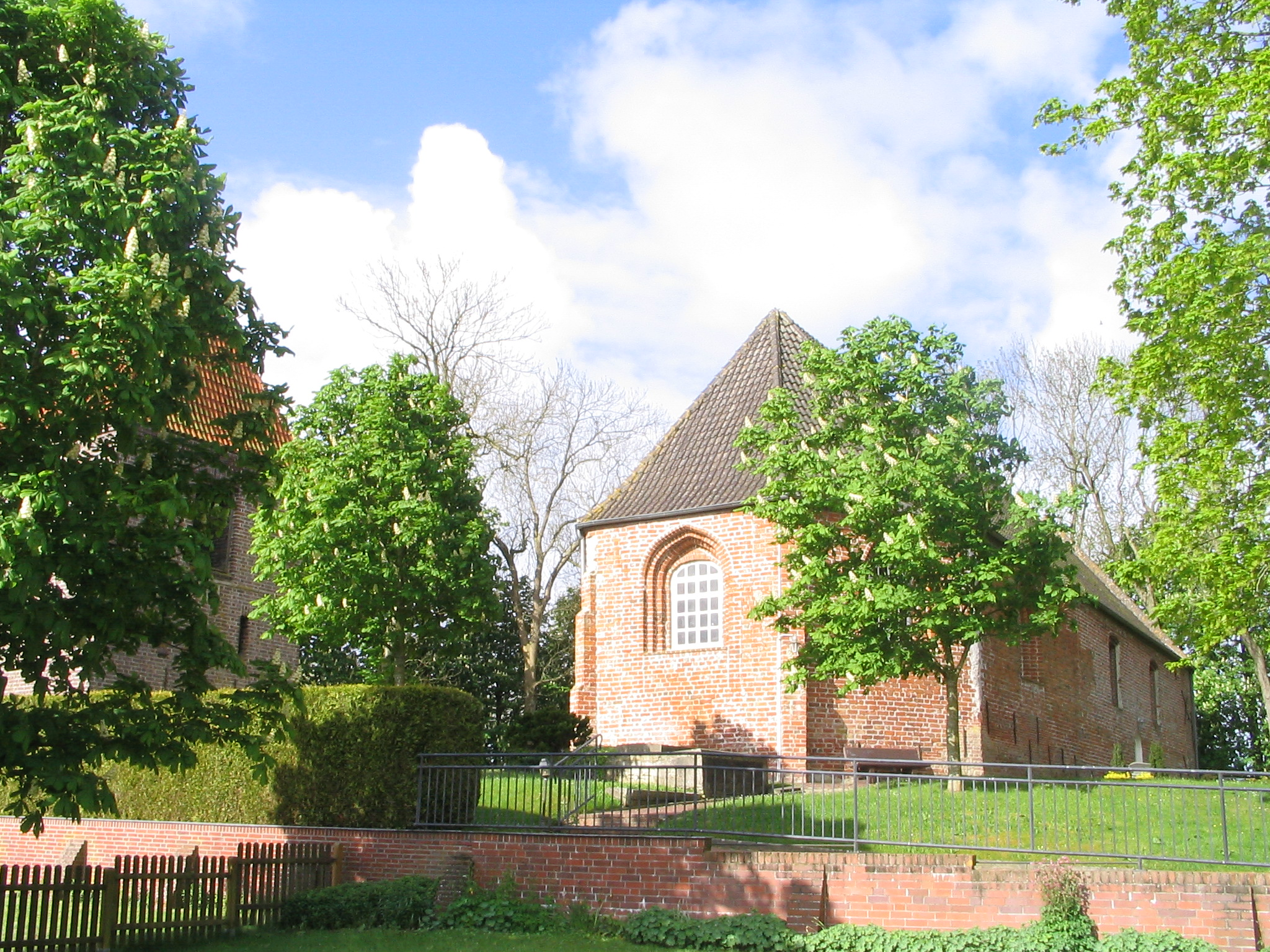
St.-Marien-Kirche Oldorf

Die aus dem 13. Jahrhundert stammende evangelisch-lutherische Kirche St. Marien ist ein einschiffiger Backsteinbau mit Granitquadersockel. Um das Jahr 1500 wurde sie durch einen gleich breiten Chor nach Osten hin verlängert. Die Westwand wurde 1768 erneuert. Der Glockenturm im Südosten wurde 1912 nach dem Vorbild des alten Turmes wieder aufgebaut. Im Turm hängen zwei alte Glocken, eine Glocke von 1450 mit einem Durchmesser von 90 Zentimetern, gegossen von Ghert Klinghe sowie eine Glocke von 1521 mit einem Durchmesser von 70 Zentimetern, gegossen von Johannes von Cappeln.

## Söhne und Töchter des Ortes
- Theodor Ahlrichs (1866–1937), evangelisch-lutherischer Theologe

## Vereine
- Klootschießer- und Boßelverein 'Holl di ran' Oldorf e. V.